# Championnat d'Europe d'omnium féminin (moins de 23 ans)
Le Championnat d'Europe d'omnium féminin moins de 23 ans est le championnat d'Europe d'omnium organisé annuellement par l'Union européenne de cyclisme pour les cyclistes âgées de moins de 23 ans. Le championnat organisé depuis 2010, a lieu dans le cadre des championnats d'Europe de cyclisme sur piste juniors et espoirs.

## Palmarès
| Année | Or                  | Argent             | Bronze              |
| ----- | ------------------- | ------------------ | ------------------- |
| 2010  | Jolien D'Hoore      | Małgorzata Wojtyra | Aksana Papko        |
| 2011  | Małgorzata Wojtyra  | Danielle King      | Laura van der Kamp  |
| 2012  | Tamara Balabolina   | Laurie Berthon     | Lucie Záleská       |
| 2013  | Laura Trott         | Laurie Berthon     | Lucie Záleská       |
| 2014  | Tamara Balabolina   | Ina Savenka        | Tetyana Klimchenko  |
| 2015  | Amalie Dideriksen   | Tamara Balabolina  | Anna Knauer         |
| 2016  | Lotte Kopecky       | Ina Savenka        | Emily Kay           |
| 2017  | Elisa Balsamo       | Eleanor Dickinson  | Amalie Dideriksen   |
| 2018  | Letizia Paternoster | Franziska Brauße   | Megan Barker        |
| 2019  | Jessica Roberts     | Clara Copponi      | Daria Pikulik       |
| 2020  | Maria Novolodskaya  | Wiktoria Pikulik   | Olivija Baleišytė   |
| 2021  | Maria Martins       | Maike van der Duin | Lea Lin Teutenberg  |
| 2022  | Shari Bossuyt       | Daniek Hengeveld   | Jade Labastugue     |
| 2023  | Lara Gillespie      | Katrijn De Clercq  | Maike van der Duin  |
| 2024  | Olga Wankiewicz     | Marith Vanhove     | Federica Venturelli |
| 2025  | Lisa van Belle      | Maddie Leech       | Clémence Chéreau    |